# 青井忠雄
青井 忠雄（あおい ただお、1933年（昭和8年）3月3日 -  ）は、日本の実業家。丸井社長を務めた。

## 来歴・人物
東京都出身。1955年に早稲田大学第一商学部を卒業後、丸井に入社。
1959年に取締役に就任し、1960年に副社長を経て、1972年3月に社長に就任。2005年4月に社長の座を息子の青井浩に譲り、自身は会長に退く。
1998年6月、青井の寄付により、ケンブリッジ大学図書館内に自身の名を冠した「青井パビリオン」が建てられた。青井パビリオンには、日本語・中国語・韓国語資料のコレクションが所蔵されている。